# Голазекка
Голазекка, Ґолазекка (італ. Golasecca) — муніципалітет в Італії, у регіоні Ломбардія,  провінція Варезе.
Голазекка розташована на відстані близько 530 км на північний захід від Рима, 50 км на північний захід від Мілана, 20 км на південний захід від Варезе.
Населення — 2736 осіб (2014).

## Демографія
Населення за роками:

Станом на 1 січня 2023 року в муніципалітеті офіційно проживало 147 іноземців з 30 країн, серед них 72 громадяни країн Євросоюзу та 13 громадян України.

## Сусідні муніципалітети
- Кастеллетто-сопра-Тічино
- Сесто-Календе
- Сомма-Ломбардо
- Верджате